# Heriaeus mellotteei
Heriaeus mellotteei es una especie de araña cangrejo del género Heriaeus, familia Thomisidae. Fue descrita científicamente por Simon en 1886.

## Distribución
Esta especie se encuentra en China, Corea y Japón.